# حد إداري

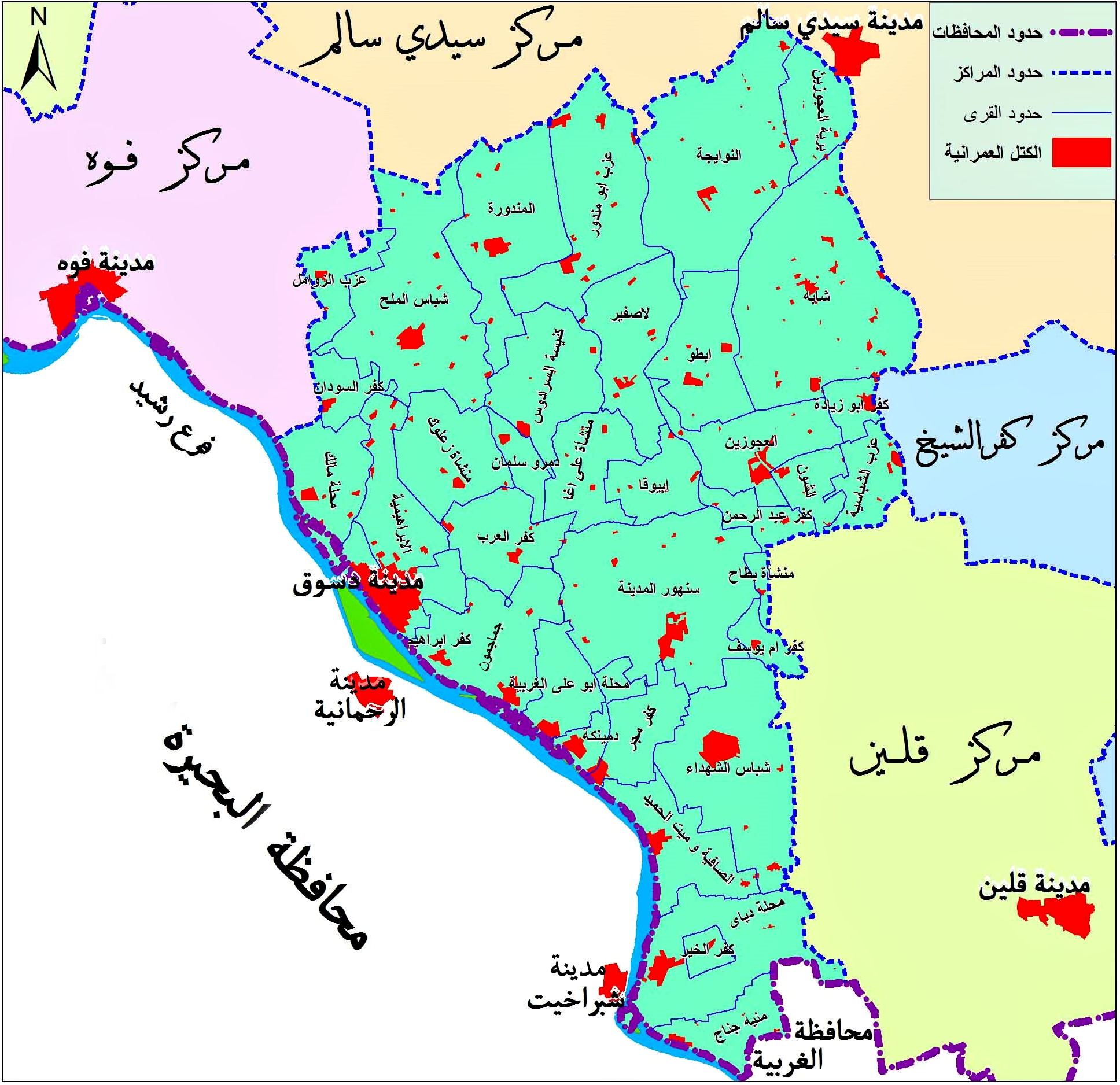
خريطة الحدود الإدارية الفاصلة بين محافظات الغربية والبحيرة مع محافظة كفر الشيخ، كذلك الحدود الإدارية مع المراكز والحدود الداخلية لمركز دسوق

الحد الإداري، هو حد يفصل بين تقسيمات إدارية داخل دولة، ولا يترتب عليها الاعتراف بها دوليًّا بكونها كيانًا مُستقلًّا، وليس لها صفة شرعية أو سيادية، ويمكن تعديلها أو إلغاؤها كلما اقتضت الظروف وفق قوانين الدولة.
لكل كيان إداري حدوده المحيطة بمنطقته الجغرافية، وتفصله عن المناطق الإدارية الأخرى داخل الدولة، وليس للكيان الإداري -كالإقليم أو المحافظة أو المقاطعة- أي سيادة عليها، وإنما السيادة تكون من قِبل الدولة. وذلك لإدارة شئونه الخاصة باستقلالية محدودة.
قد تكون الحدود الإدارية حدوداً طبيعية أو بشرية، كما الحال بالنسبة للحدود السياسية.

## معرض الصور

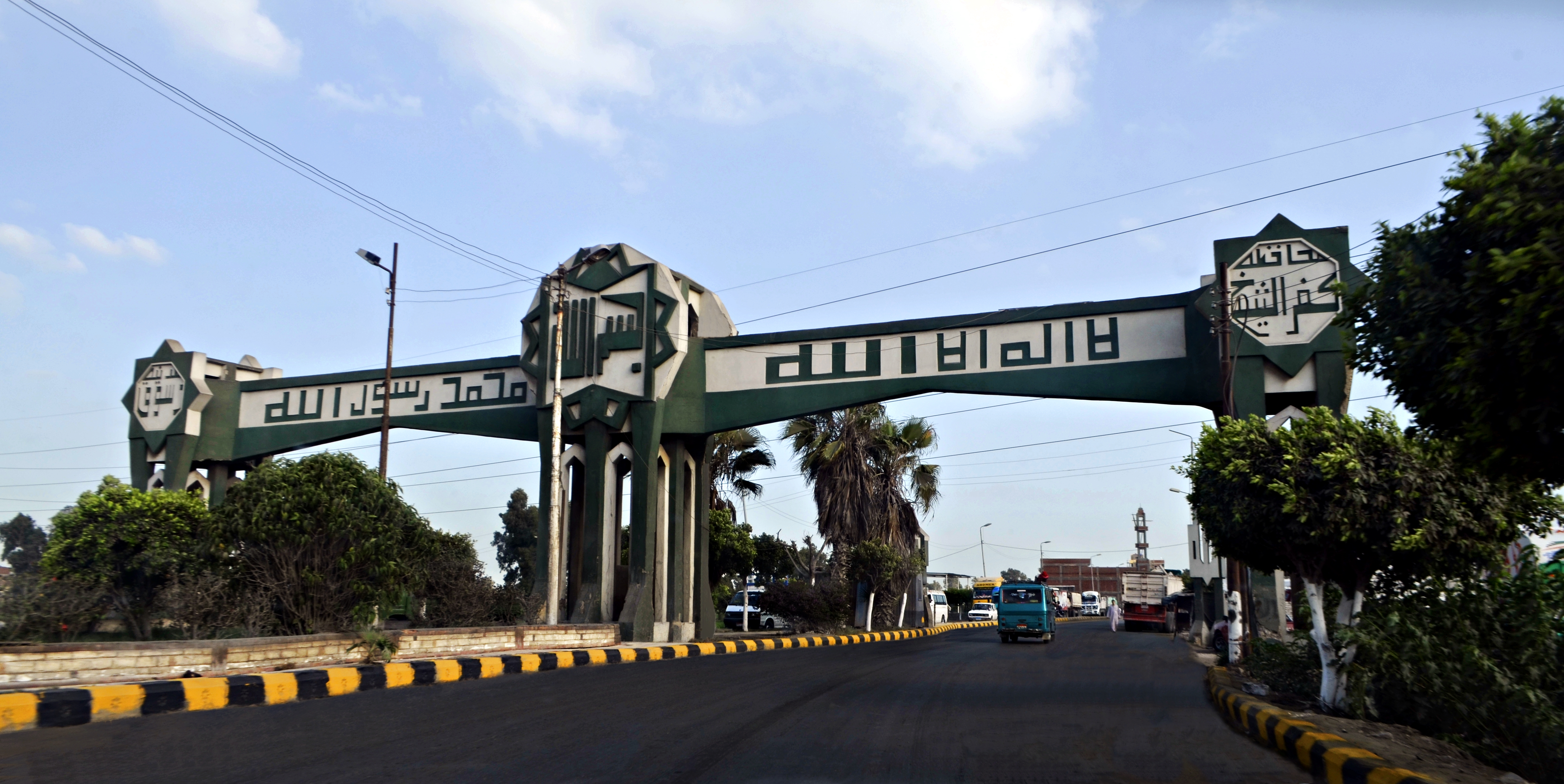
بوابة العبور للحدود الإدارية الشمالية لمدينة دسوق
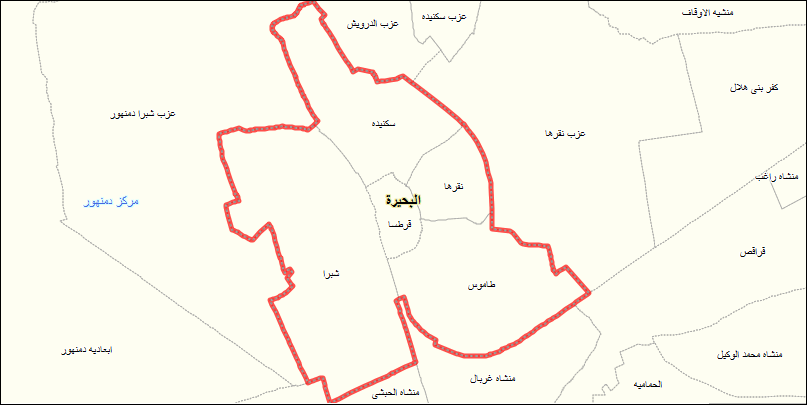
الحدودالإدارية لمدينة دمنهور
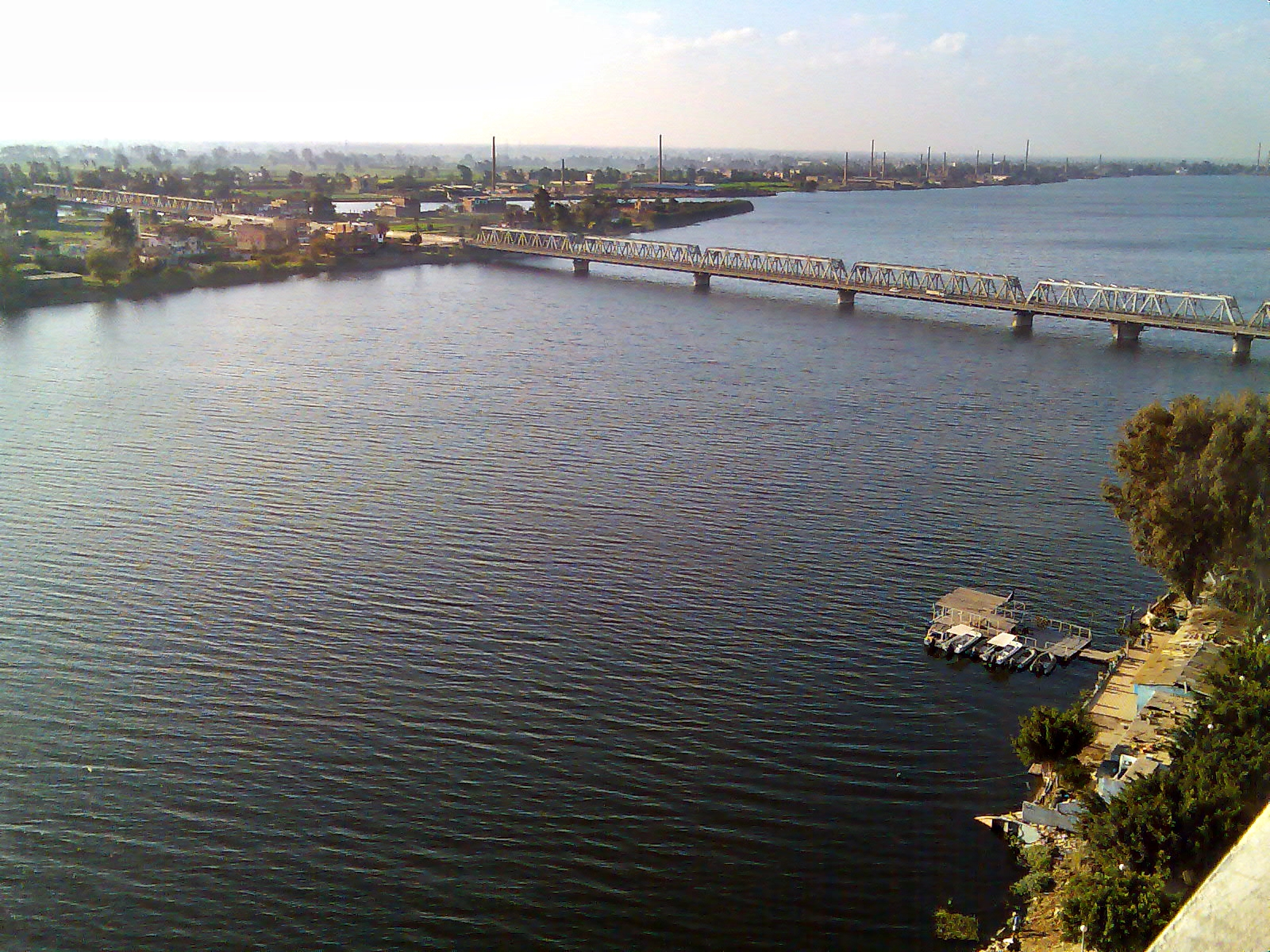
يُعد نهر النيل الحد الإداري بين محافظتي كفر الشيخ (يميناً) والبحيرة (يساراً)
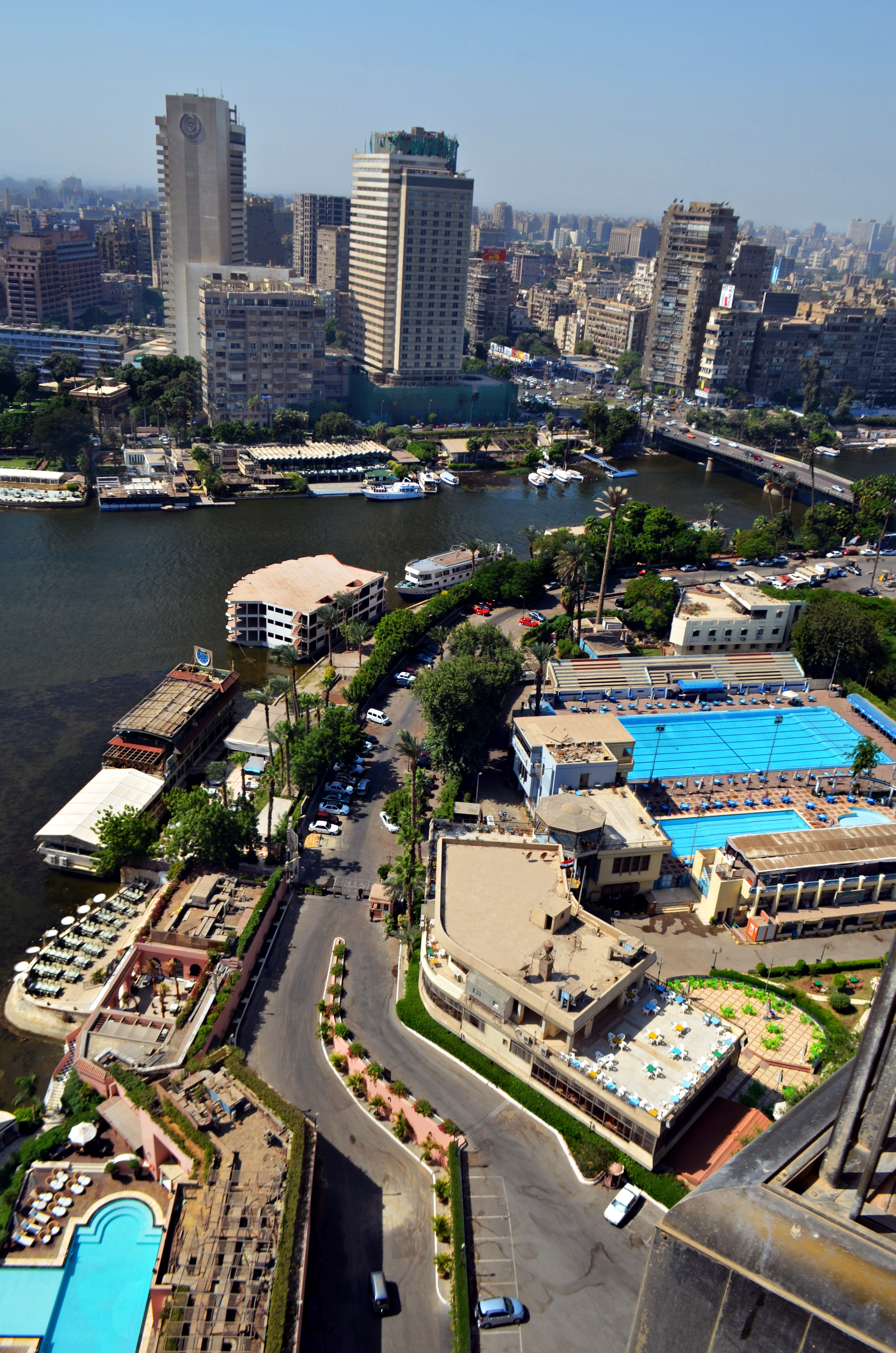
النيل حداً إدارياً بين محافظتي القاهرة والجيزة
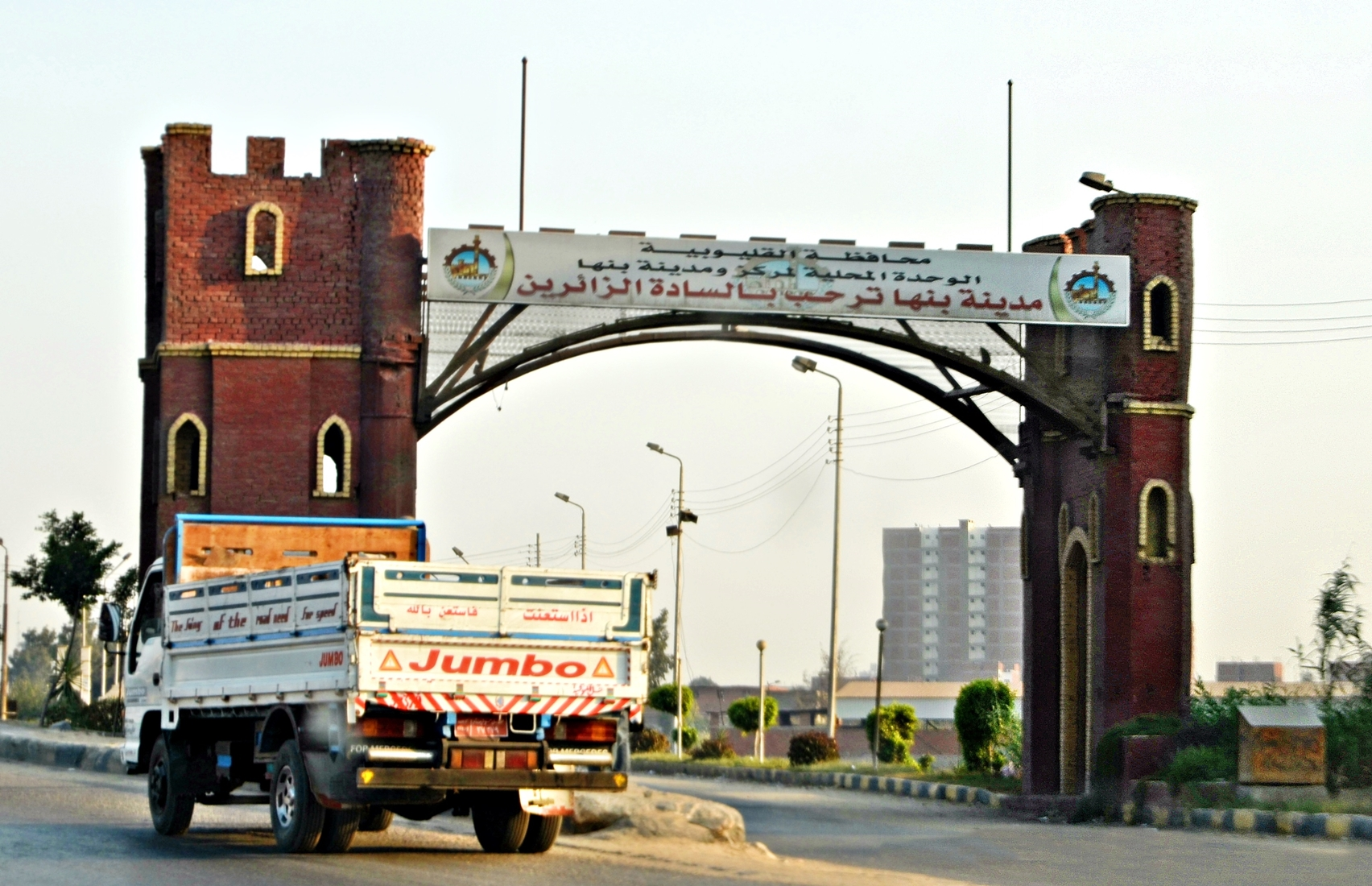
بوابة العبور للحدود الإدارية لمدينة بنها
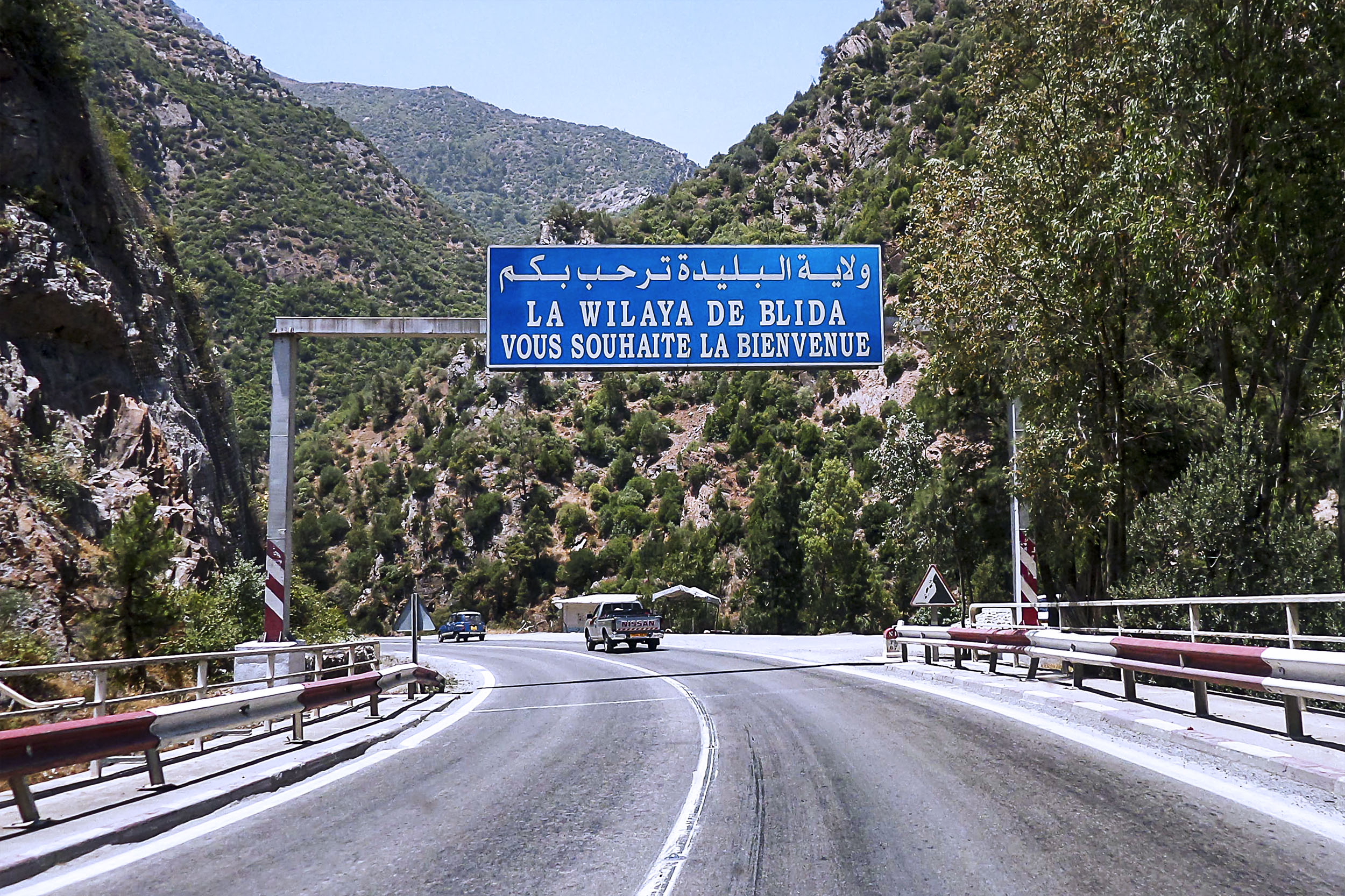
الحدود الإدارية لولاية البليدة
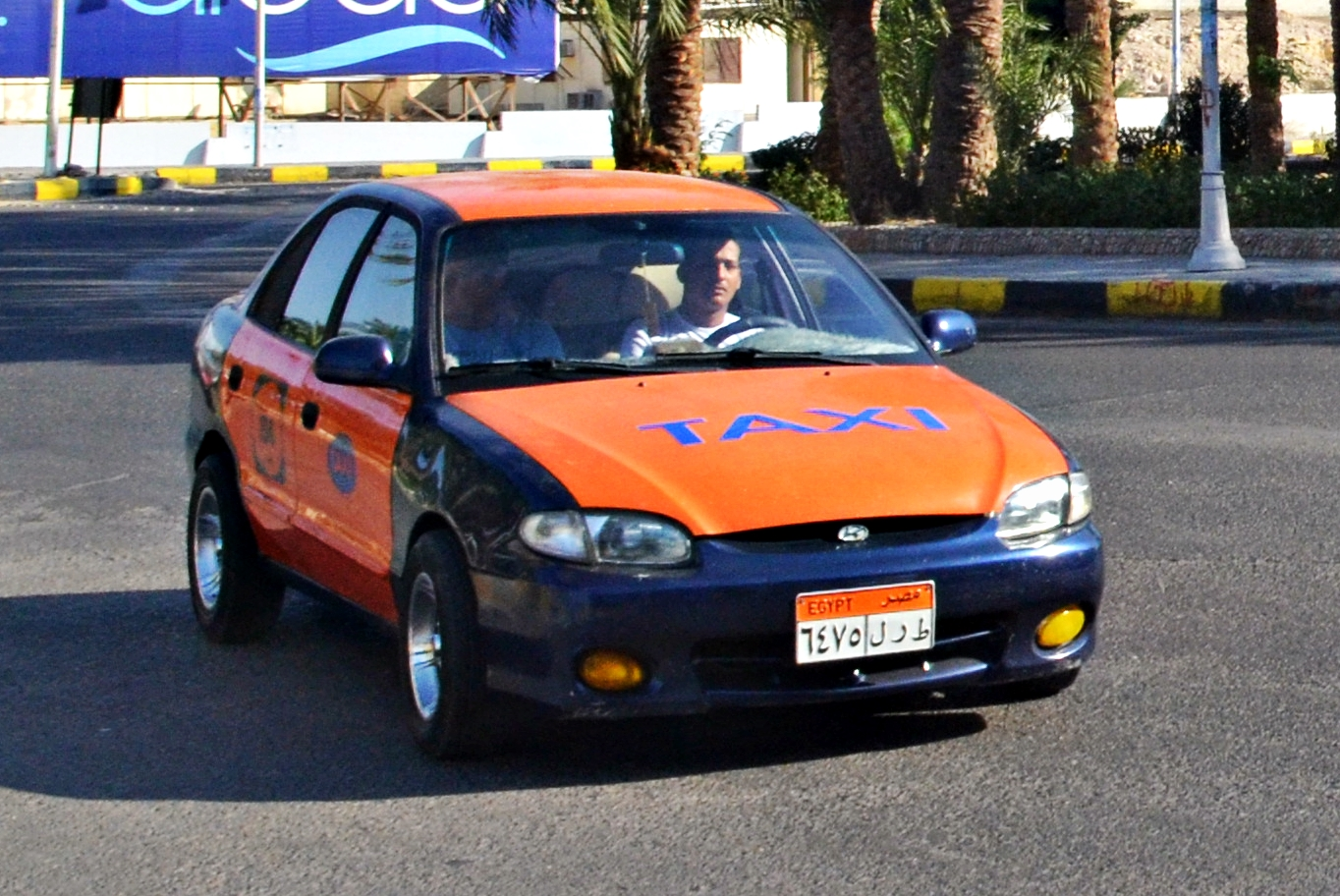
لا تستطيع سيارات الأجرة في مصر تجاوز الحدود الإدارية للمحافظة دون موافقة أمنية مسبقة